# Onder de Linden (Rekem)

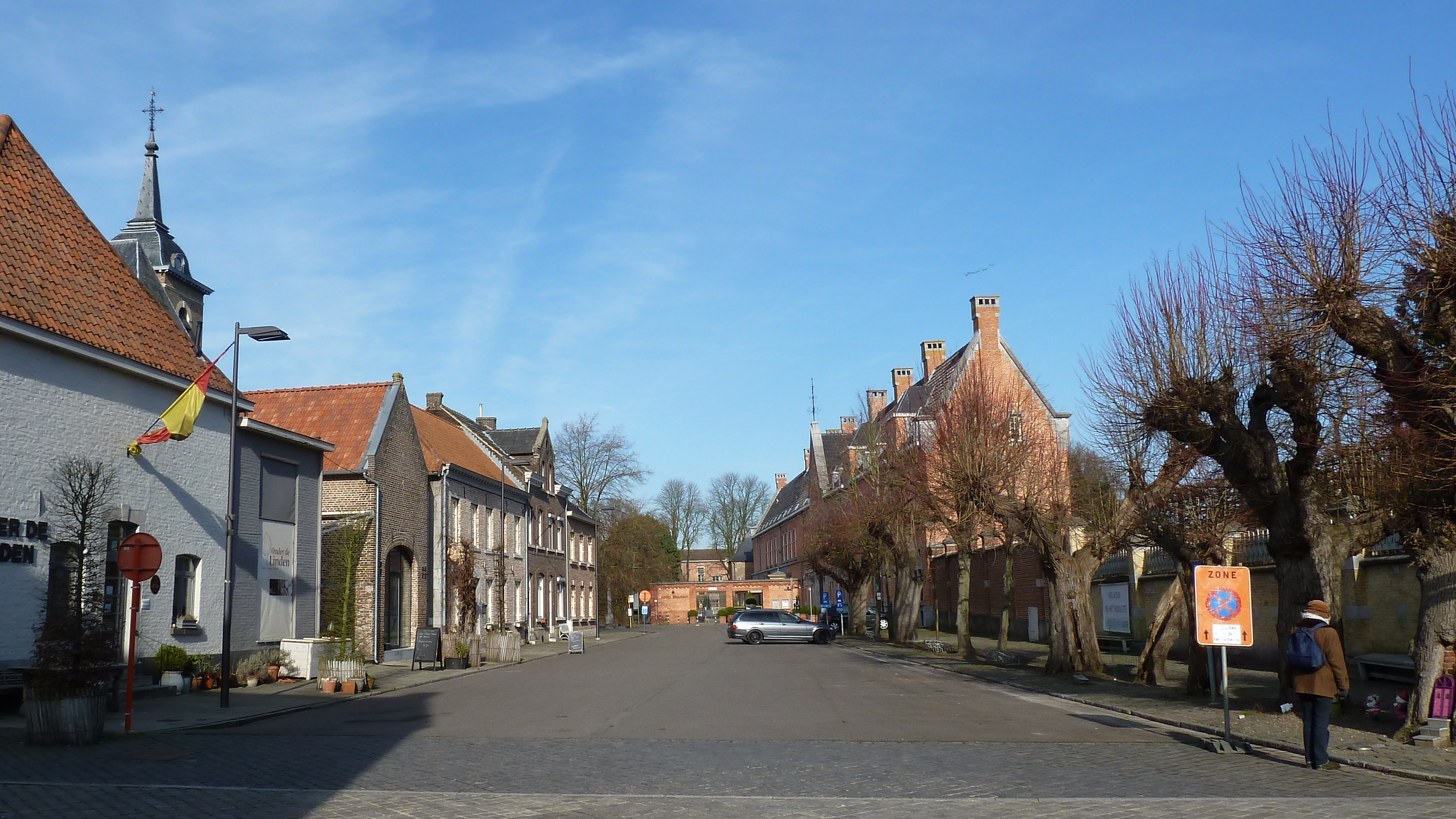
Het plein gezien vanaf de zuidzijde

Onder de Linden is een straat en voormalig plein in het Limburgse Oud-Rekem in de deelgemeente Rekem (gemeente Lanaken).
Ten oosten ligt het domein van het Kasteel d'Aspremont-Lynden waar het van wordt gescheiden door een, door linden geflankeerde, bakstenen wand over de volledige lengte van de straat. Oorspronkelijk bevond zich ook aan de westzijde een rij linden. Na het verdwijnen van de ten noorden gelegen erfafscheidingswand van het kasteeldomein kreeg het voormalige plein het uitzicht van een brede laan. Thans verbindt het de Groenplaats met de Herenstraat naar het westen, de Kanaalstraat naar het oosten en Oude God naar het zuiden.
Aan de westzijde bevindt zich het voormalig gerechtshof en huis van de schepenbank, een monumentaal pand uit de 17e eeuw. Naast dit pand bevindt zich nog een met kasseien geplaveide steeg (Het Getske) die de straat verbindt met de Engelenstraat aan de achterzijde van de voormalige Sint-Pieterskerk.

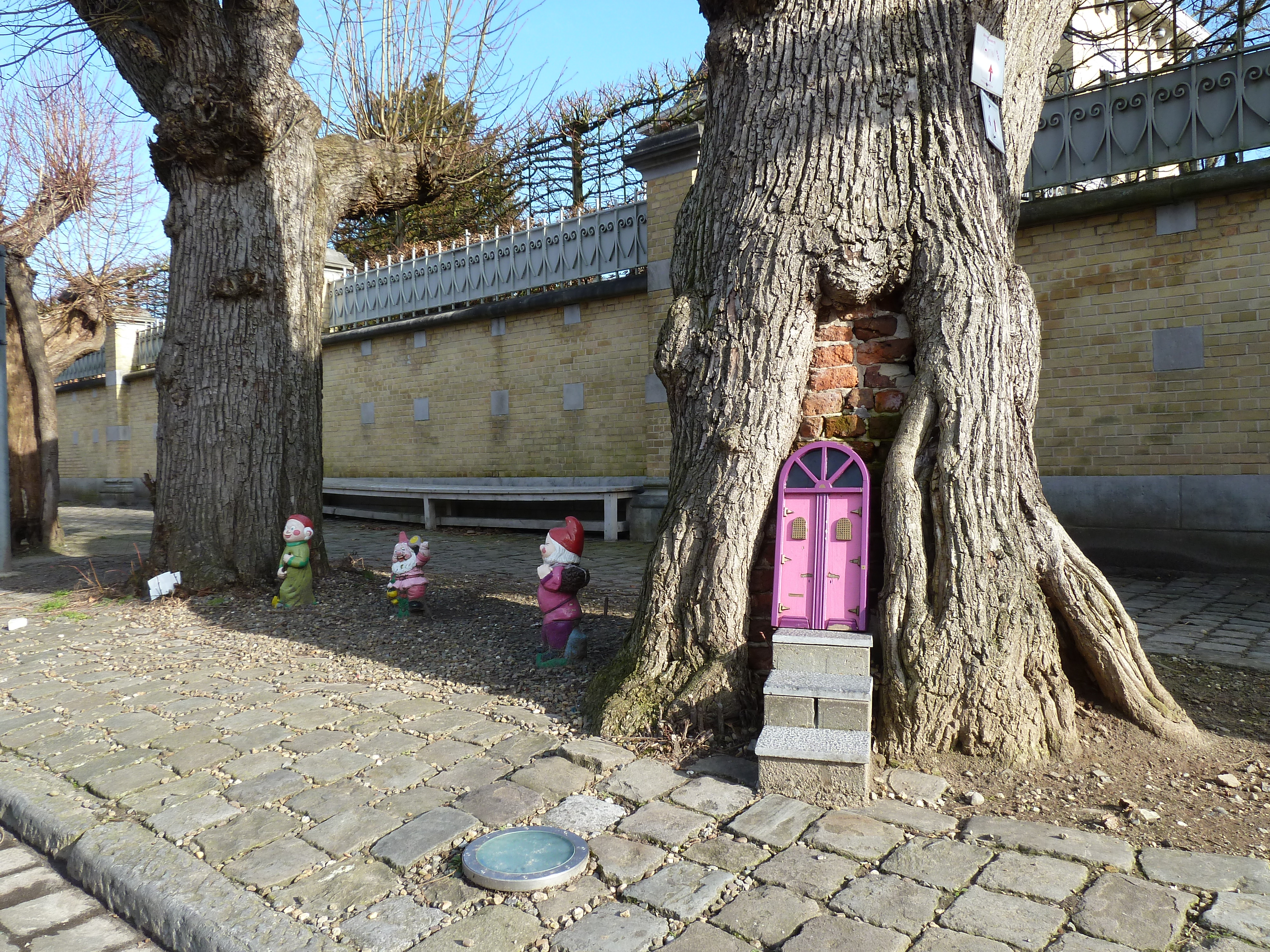
Kabouters met hun huisje op het plein

Groenplaats · Herenstraat · Engelenstraat · Isabellastraat · Kanaalstraat · Nieuwe Walstraat · Onder de Linden · Oude God · Patersstraat · Schijfstraat · Walstraat